# Lenta
Pour les articles homonymes, voir Lenta (homonymie).
Lenta est une commune de la province de Verceil dans le Piémont en Italie.

## Administration
| Période                                  | Période | Identité | Étiquette | Qualité |
| ---------------------------------------- | ------- | -------- | --------- | ------- |
|                                          |         |          |           |         |
| Les données manquantes sont à compléter. |         |          |           |         |

### Communes limitrophes
Carpignano Sesia, Gattinara, Ghemme, Ghislarengo, Rovasenda